# Gavorrano
Gavorrano là một đô thị ở tỉnh Grosseto thuộc vùng Tuscany, nằm ở vị trí cách khoảng 100 km về phía tây nam của Florence và khoảng 25 km về phía tây bắc của Grosseto.
Gavorrano giáp các đô thị sau: Castiglione della Pescaia, Grosseto, Massa Marittima, Roccastrada, Scarlino.
Gavorrano được lập thế kỷ 11 thuộc Giáo phận Roselle, và sau này là Alberti, Pannocchieschi và Cộng hòa Siena.

## Các địa điểm nổi bật
- Church of San Biagio, in Caldana
- Oratorio di Sant'Antonio da Padova, in Caldana
- Remains of Castel di Pietra ("Stone Castle"), built by the Aldobrandeschi, in Gavorrano